# Doris Houck
Doris Colleen Houck (28 de septiembre de 1921[cita requerida]–14 de diciembre de 1965), conocida profesionalmente como Doris Colleen, fue una modelo estadounidense, intérprete de los Florentine Gardens de la década de 1940 y actriz de cine contratada por Columbia Studios. Actuó en más de 25 películas entre 1945 y 1947. En la década de 1950, fue compositora por contrato con BMI.

## Biografía
Houck era la hija de Mr. y Mrs. George Houck. En 1942, cambió su apellido por el de Howe. Era nativa de Wallace, Idaho.
Houck, acreditada como Doris Colleen, resulta familiar a los espectadores modernos por sus papeles en varios cortometrajes de los Tres Chiflados, como G.I. Wanna Home. Se la recuerda sobre todo como la novia agresiva que mete la cabeza de Shemp Howard en un tornillo de banco hasta que él decide casarse con ella en Brideless Groom:
- Shemp: "Stop, I'm getting a headache!"
- Houck: "I'll fix your headache!"[cita requerida]

Houck también actuó en clubes nocturnos.
En 1955, Houck firmó un contrato exclusivo de siete años para componer canciones con Arthur Valanda, gerente de T-C Publishing Corporation.

## Vida personal
Houck estuvo casada con el petrolero de San Antonio, Texas, Edward G. Nealis; se divorciaron en mayo de 1948. El 6 de enero de 1950, Houck se casó en Beverly Hills con el agente de policía de Los Ángeles y fixer de Hollywood Fred Otash. Se divorciaron dos veces: la primera fue anulada tras una reconciliación en noviembre de 1950, y su segundo y definitivo divorcio fue concedido el 19 de junio de 1952.

## Muerte
Houck murió de intoxicación aguda por barbitúricos el 14 de diciembre de 1965, a los 44 años. Fue incinerada y sus restos se encuentran en el Westwood Memorial Park de Los Ángeles.

## Filmografía seleccionada
- Brideless Groom (1947)
- Little Miss Broadway (1947)
- G.I. Wanna Home (1946)
- Shadowed (1946)
- Landrush (1946)
- Heading West (1946)
- Two-Fisted Stranger (1946)
- Life with Blondie  (1945)